# 七瀬川 (大分県)
七瀬川（ななせがわ）は、大分県大分市南西部を流れる大分川水系の一級河川である。

## 地理
大分市野津原地区の豊後大野市との境界付近の山中に源を発し、野津原地区の中心部、大分市南西郊外の住宅地を通って、国道210号府内大橋のやや上流で本流の大分川と合流する。

### 上流

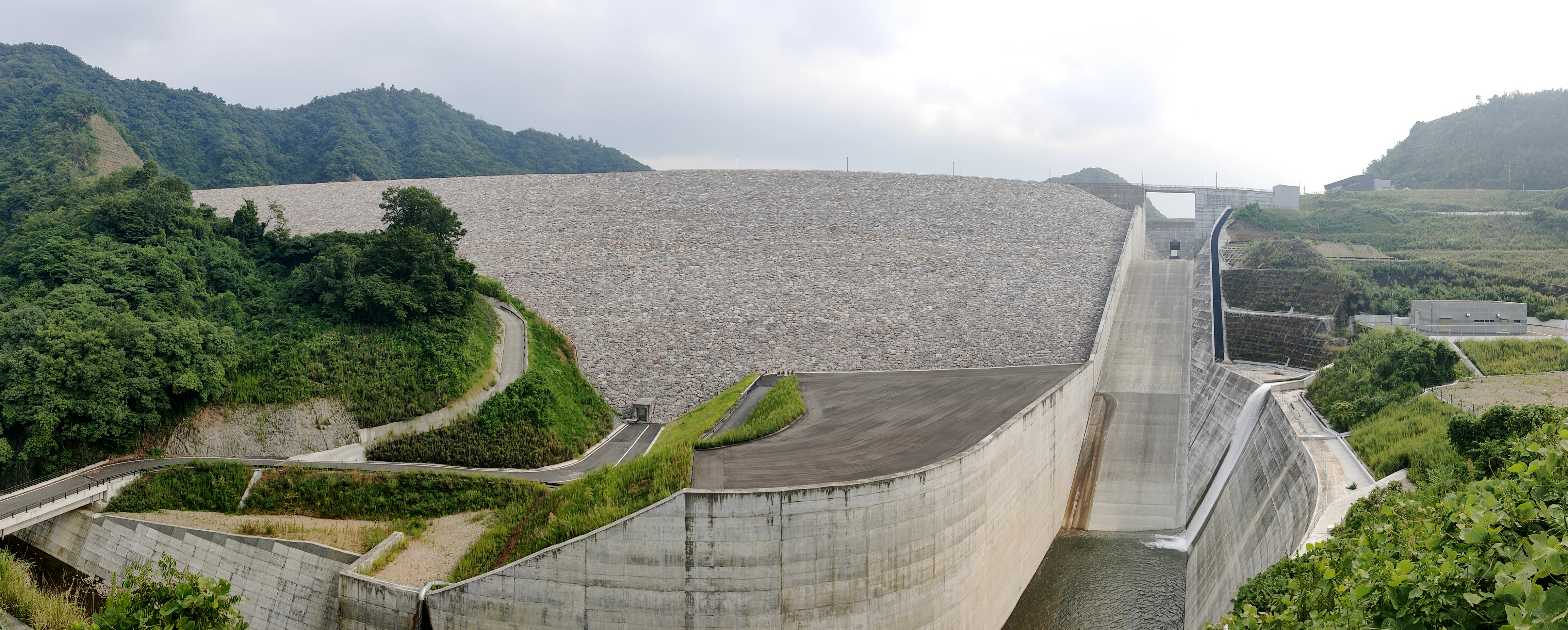
ななせダム（旧称：大分川ダム）

上流部は渓流となっており、オオイタサンショウウオやカジカガエルが生息している。
上流部の河内川との合流点付近に、ロックフィルダムのななせダム（旧称：大分川ダム）が2019年11月に完成した。。

### 中流・下流
中流から下流にかけては、里山の中を流れ、やがて大分平野に出る。七瀬川の流域では、国道442号の胡麻鶴橋付近など、大分市街地からそれほど離れていない場所でも、ゲンジボタルが見ることができ、大分市七瀬川ホタル保護地区としてふるさといきものの里100選に選ばれている。また、アユの生息地であり、大分川との合流点付近は、大分川水系で唯一の水産資源保護法による保護水面に指定されている。
1996年度（平成8年度）には、大分川との合流点の約3 km上流の大分市市地区に、洪水被害の軽減のために蛇行部をショートカットした市捷水路（いちしょうすいろ）が完成した。捷水路と旧川に挟まれた河川空間には、広場や遊具などを備えた広さ約14 haの七瀬川自然公園が整備され、市民に利用されている。
平野部の河岸の丘陵には、大分臨海工業地帯の開発に伴い、昭和40年代から大規模な住宅団地が開発されている。

## 生物
七瀬川には以下の絶滅危惧種（環境省レッドデータブックまたは大分県レッドデータブック記載。準絶滅危惧を含む。）の生物が生息している。
- 哺乳類 - ジネズミ、カヤネズミ
- 鳥類 - オオタカ、ハイタカ、チュウサギ、オシドリ
- 魚類 - アカザ、スナヤツメ
- 陸上昆虫類 - クロバネツリアブ、キイロヤマトンボ
- 底生動物 - モノアラガイ、キイロサナエ、アオサナエ

## 流域の自治体
- 大分県
  - 大分市

## 主な支流
- 河内川
- 裏谷川
- 朝海川
- 太田川
- 浅内川

## 流域の名所･旧跡
- 高瀬石仏 - 国の史跡
- 七瀬川自然公園
- 九州乳業 マザーランド みどりの王国

## 並行する交通

### 道路
- 国道210号
- 国道442号